# Watersipora complanata
Watersipora complanata är en mossdjursart som först beskrevs av Norman 1864.  Watersipora complanata ingår i släktet Watersipora och familjen Watersiporidae. Inga underarter finns listade i Catalogue of Life.